# Arbre Magique

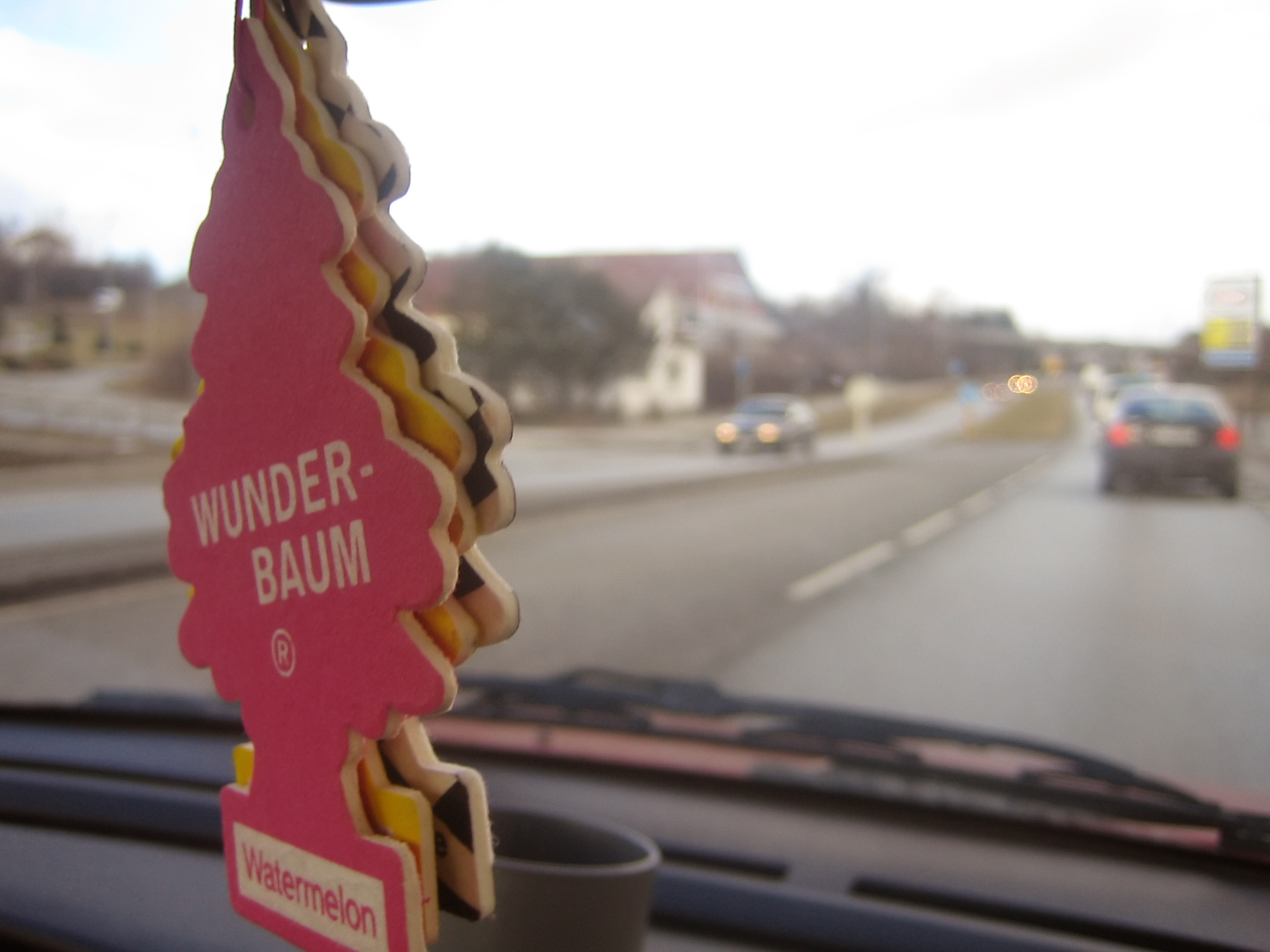

Little Trees, conosciuto in Italia come Arbre Magique, è un marchio di deodoranti per ambienti dalla forma di piccoli alberi stilizzati, specifici per l'utilizzo all'interno delle automobili. Sono prodotti in numerose fragranze, ognuna delle quali abbinata ad uno specifico colore, e vengono comunemente agganciati allo specchietto retrovisore interno.
I Little Trees sono stati inventati nel 1952 a Watertown (New York) dall'imprenditore svizzero-canadese Julius Sämann, e sono prodotti dalla società statunitense Car-Freshner. Alcune aziende in Europa producono i Little Trees sotto licenza della Car-Freshner, utilizzando i nomi Magic Tree (Regno Unito ed Irlanda), Wunder-Baum (Svezia, Germania, Paesi Bassi, Norvegia, Finlandia e Danimarca) e Arbre Magique (Francia, Italia, Spagna e Portogallo).
Il marchio Little Trees è spesso promosso attraverso gli sport motoristici. Nel 1986, Little Trees è diventato lo sponsor della Formula 3 in Italia. È inoltre stato sponsor delle gare della Porsche in Germania. Negli Stati Uniti, Little Trees sponsorizza il pilota NASCAR Mike Olsen.
Il marchio ha un ruolo di relativa importanza nei film Repo Man - Il recuperatore del 1984, La leggenda del re pescatore del 1991 e Seven del 1995.